# ایمی بروکنر
ایمی بروکنر (انگلیسی: Amy Bruckner؛ زادهٔ ۲۸ مارس ۱۹۹۱) یک هنرپیشه، و خواننده اهل ایالات متحده آمریکا است. وی بین سال‌های ۲۰۰۱ تا ۲۰۰۷ میلادی فعالیت می‌کرد.
از فیلم‌ها یا مجموعه‌های تلویزیونی که وی در آن‌ها نقش داشته است می‌توان به ریباند و نانسی درو اشاره نمود.